# Auguste Cador
Auguste Cador (Charleroi, 27 octobre 1822-30 mai 1904) est un architecte et urbaniste belges'inscrivant dans le courant éclectique. Il a joué un rôle important dans l'évolution urbanistique de Charleroi.

## Biographie et œuvres
Augustin-Joseph Cador, plus connu sous le nom d'Auguste Cador, est issu d'une famille industrielle carolorégienne. Il est le fils d'Augustin Cador, fabricant d'étoffes, et de Marie Catherine Lebrun. Le 25 septembre 1856, il épouse Julie Dubois à Charleroi. Plusieurs enfants naissent de cette union. Un de ses enfants, Auguste Jules Marie Joseph Cador, né le 15 octobre 1865, est également architecte.
Il commence sa carrière professionnelle dans les infrastructures industrielles aux usines de la Providence à Marchienne-au-Pont. Par la suite, il est chargé de construire ou de transformer de nombreuses usines, verreries, glaceries, charbonnages et laminoirs.
En 1860, il construit la maison communale de Seneffe. Il édifie également des bâtiments scolaires à Fleurus, Châtelet, Seneffe, Pont-à-Celles et Charleroi.
Architecte de la ville de Charleroi de 1854 à 1873, il dote Charleroi de nombreux bâtiments et infrastructures. En 1862, il présente à Charles Lebeau, bourgmestre de Charleroi, un projet d'agrandissement de la ville de Charleroi qui vise un double objectif : offrir des logements à une population en pleine croissance et développer des activités industrielles sur le territoire même de la ville. Faute d'agrément, le plan ne sera pas concrétisé. Il présente un second plan en 1872. En ce qui concerne les infrastructures, il élabore les grands traits du plan du réseau de tramways de Charleroi.
Il s'est beaucoup intéressé au patrimoine ancien de la région de Charleroi et à sa préservation. Pour cette raison, il est nommé en 1861 membre correspondant de la Commission royale des monuments pour le Hainaut et est l'un des 28 membres fondateurs de la Société paléontologique et archéologique de Charleroi en 1863. En 1863, il restaure la façade de l'église Saint-Christophe de Charleroi. En 1869, il entreprend une restauration, mêlée d'esprit néo-médiéval, du château de Fontaine-l'Évêque. En 1870, il remanie l'église Saint-Victor de Fleurus et, en 1874, l'église Saint-Martin de Marcinelle dont il transforme certains éléments.
Convaincu de l'importance des espaces verts en ville, il élabore un projet de grand parc communal à Charleroi en collaboration avec le paysagiste Duquesne. L'amputation d'un tiers de la surface originelle du parc par le pouvoir communal est probablement la cause de sa démission comme architecte de la ville en 1873. 
Après avoir quitté l'administration communale de Charleroi, Cador connaît sa période la plus productive. Il fait construire à Dampremy une maison néo-gothique pour la fille, Marie, et son époux Gustave Desgain, maître verrier à Lodelinsart. À Charleroi, il érige l'église Saint-Éloi en 1875, puis le Collège du Sacré-Cœur de Charleroi de 1877 à 1881 en style éclectique néoflamand et l'abattoir public en 1878. En 1882, il construit, au boulevard Central (actuellement boulevard Devreux) un hôtel de maître pour l'avocat Paul François. En 1885, il réalise, l'Eden-Théâtre, première véritable scène de théâtre de Charleroi à pouvoir accueillir pièces de théâtre et opéras. Sarah Bernhardt y vient en représentation en 1892,.
Il était l'un des fondateurs de l'École industrielle de Charleroi où il a été longtemps professeur et membre du Comité supérieur d'hygiène.
À la suite de son décès le 30 mai 1904, il reçoit des funérailles à l'église Saint-Christophe de la Ville-Haute de Charleroi le 2 juin 1904 et est inhumé au cimetière de Marcinelle.

## Hommages
- Une rue de Charleroi a été baptisée rue Auguste Cador à la Ville-Basse.
- Chevalier de l'ordre de Léopold en septembre 1879.

## Galerie

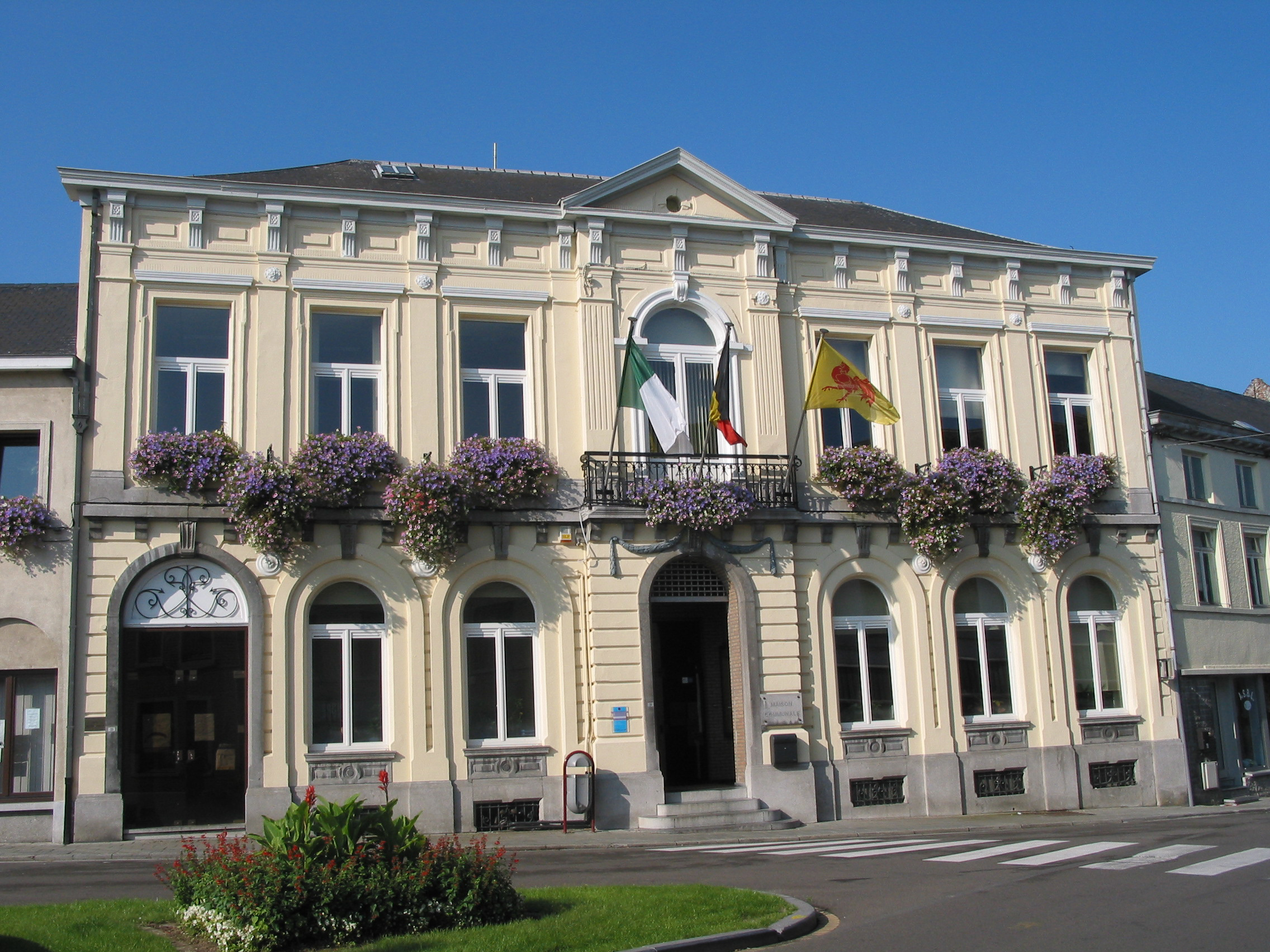
Maison communale de Seneffe.
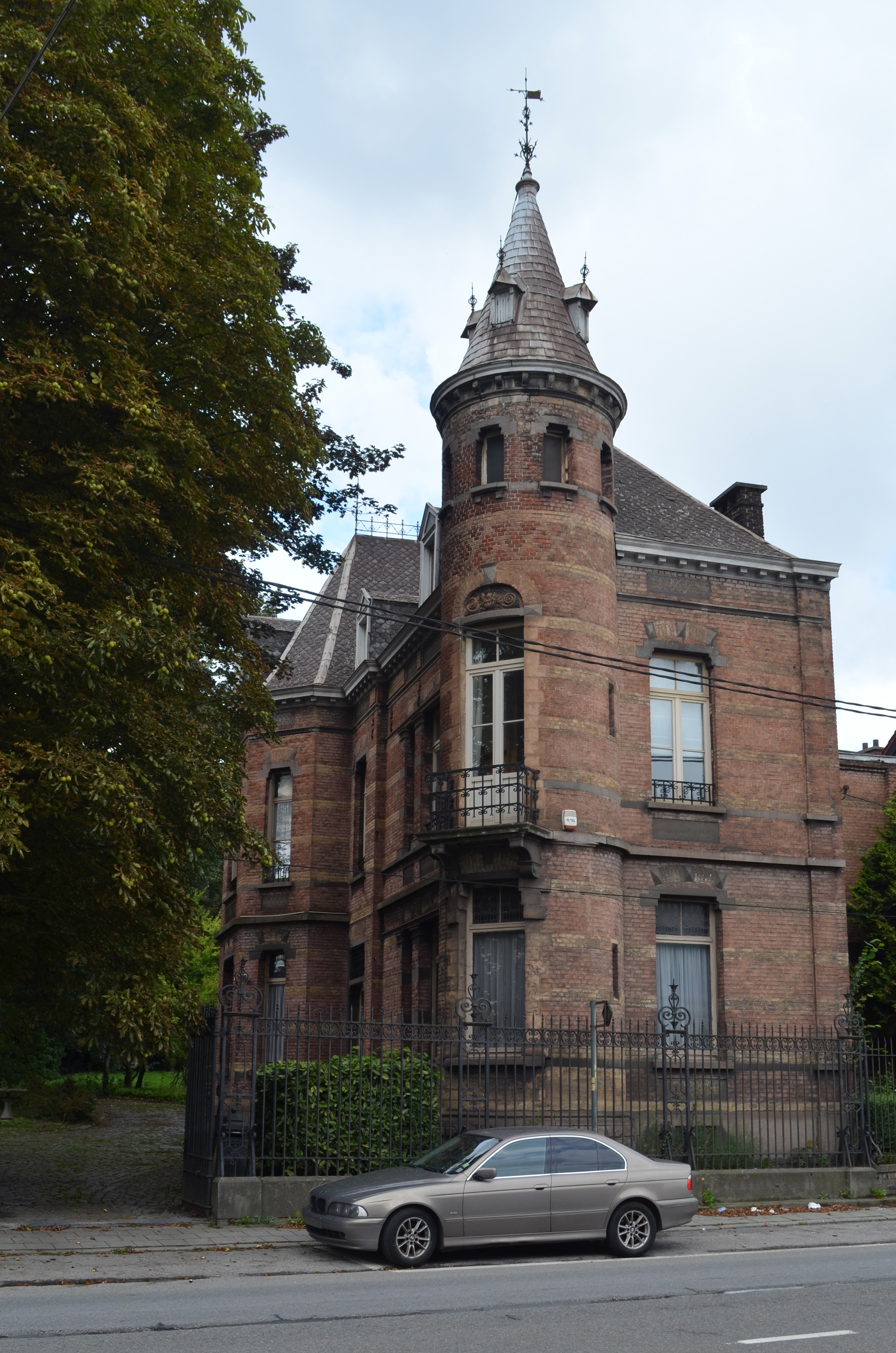
Maison « Desgain » à Dampremy.
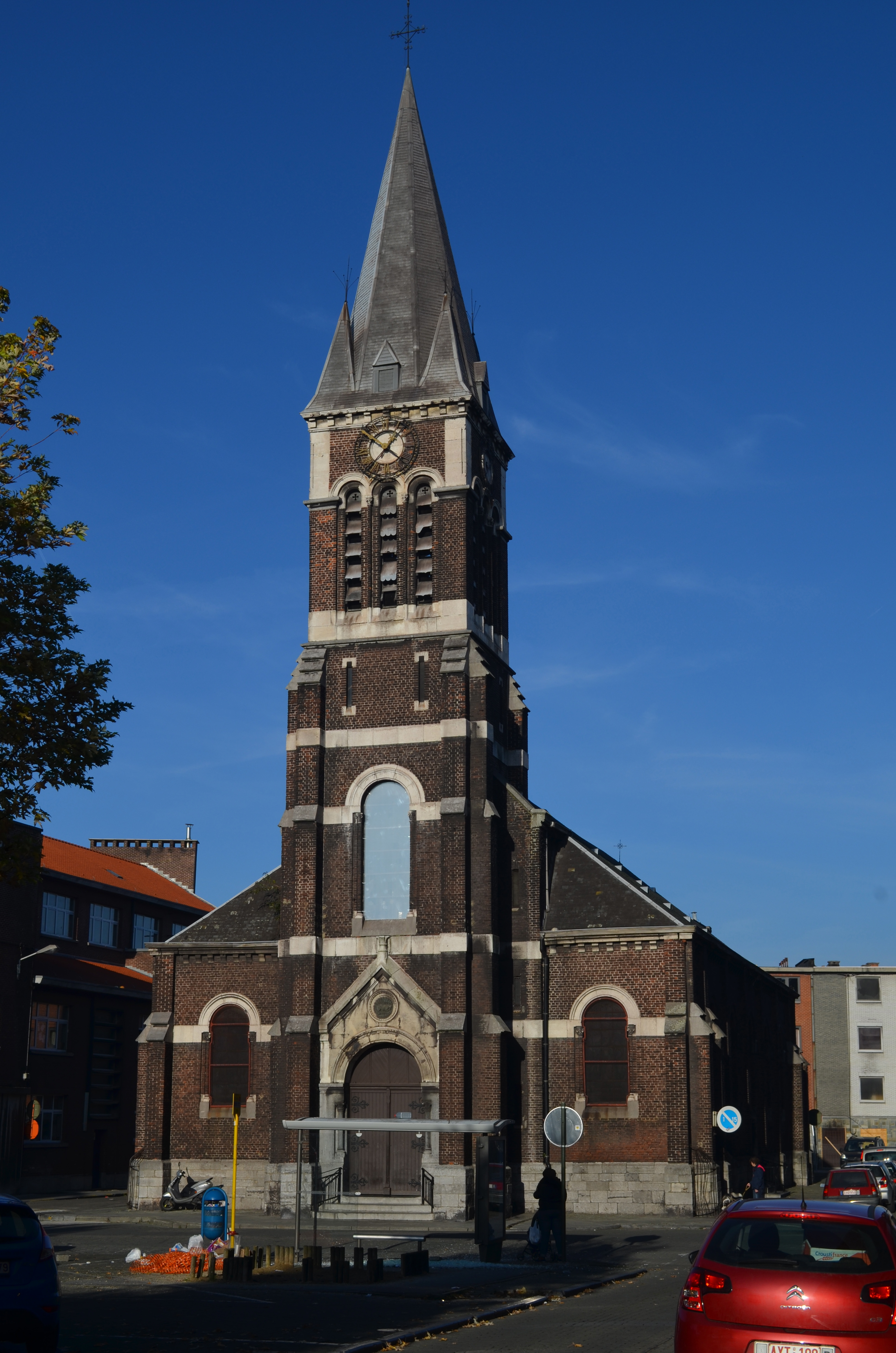
Église Saint-Éloi (1875).
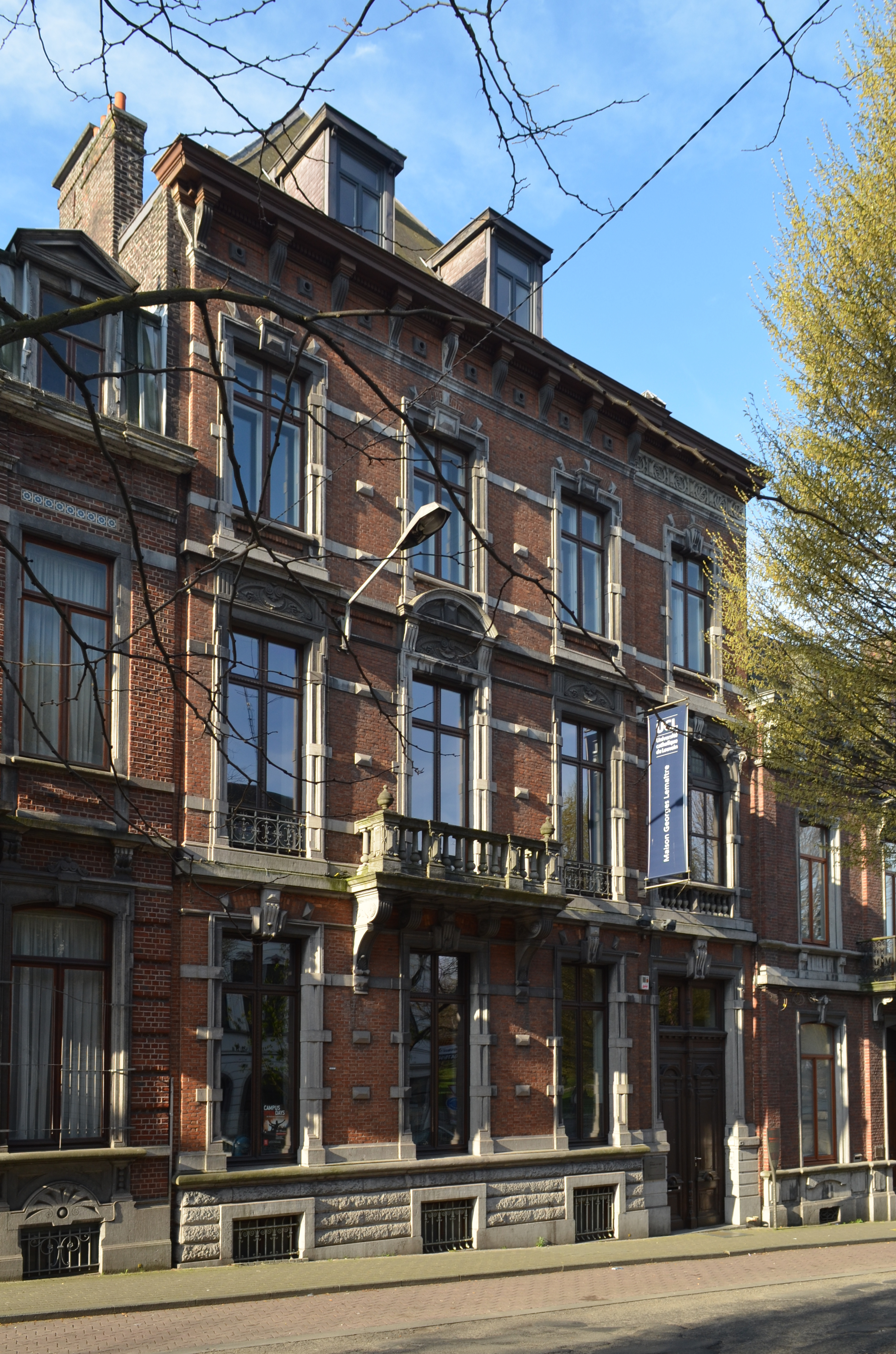
Maison construite en 1882 pour Paul François, actuellement « maison Georges Lemaître ».
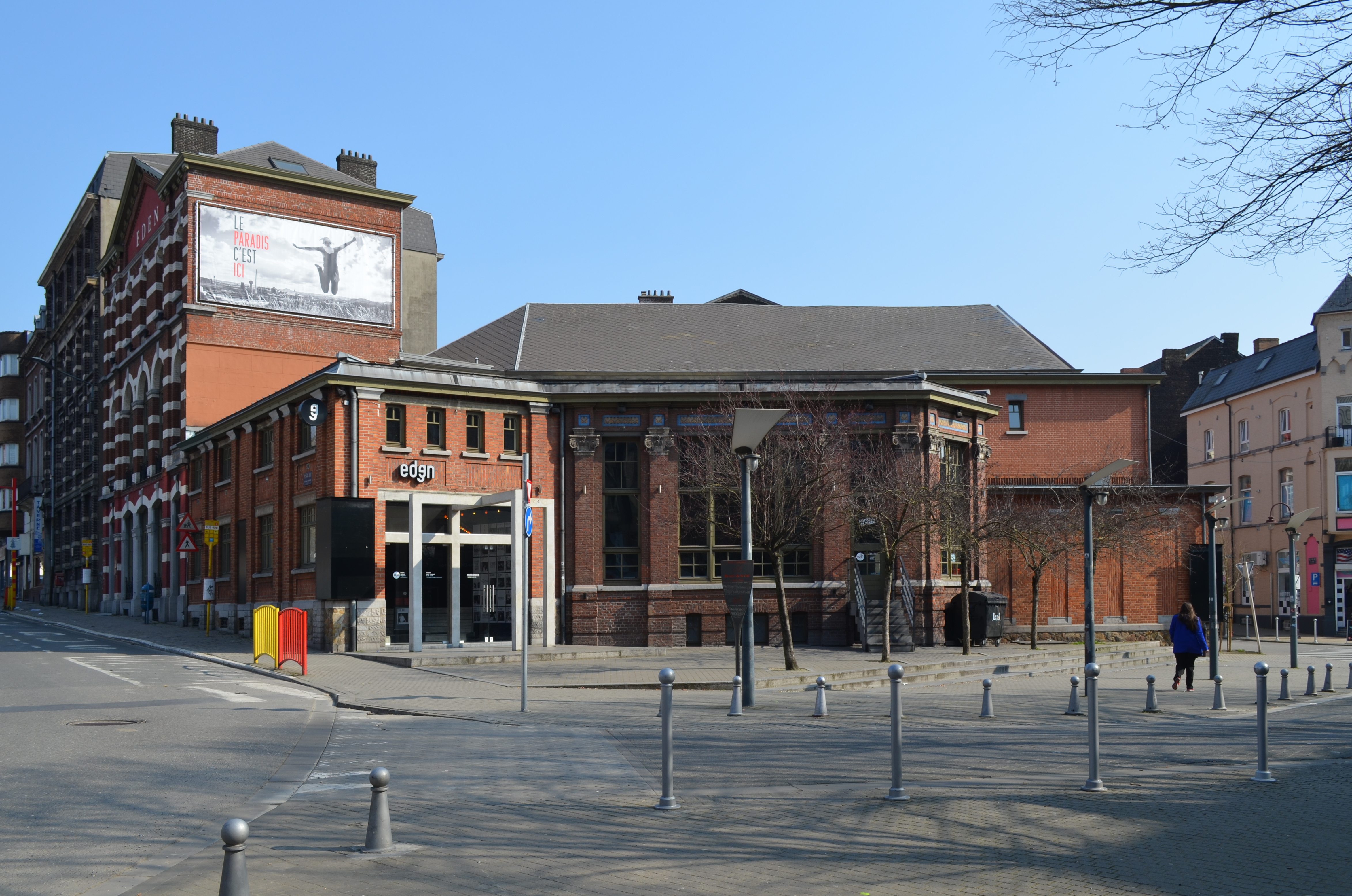
Eden, 1885.
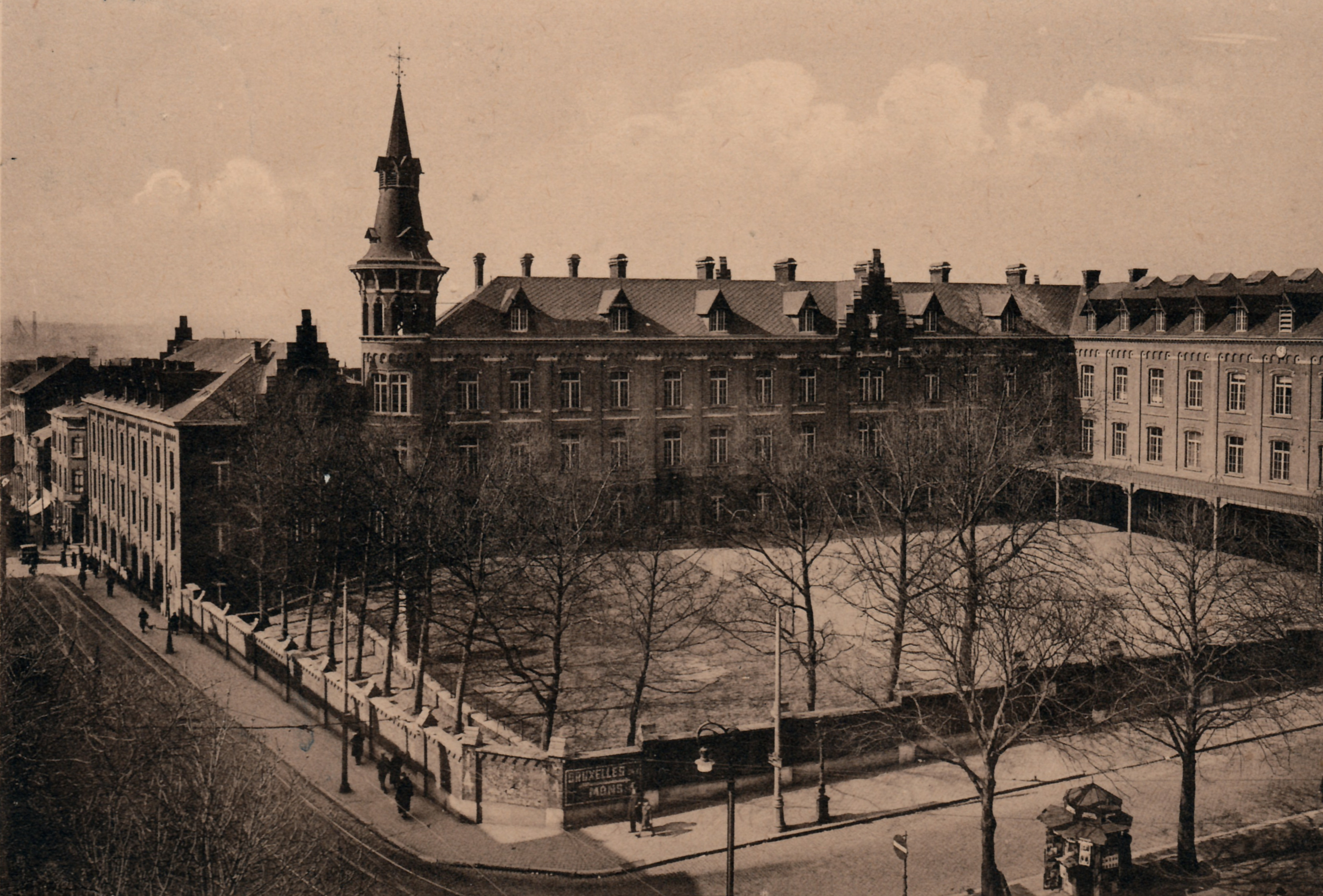
Collège du Sacré-Cœur de Charleroi.